# Labor de Guadalupe
Labor de Guadalupe är en ort i Mexiko.   Den ligger i kommunen Rodeo och delstaten Durango, i den centrala delen av landet, 900 km nordväst om huvudstaden Mexico City. Labor de Guadalupe ligger 1 362 meter över havet och antalet invånare är 199.
Terrängen runt Labor de Guadalupe är kuperad åt nordväst, men åt sydost är den platt. Labor de Guadalupe ligger nere i en dal. Runt Labor de Guadalupe är det glesbefolkat, med 9 invånare per kvadratkilometer. Närmaste större samhälle är Rodeo, 15,4 km söder om Labor de Guadalupe. Omgivningarna runt Labor de Guadalupe är i huvudsak ett öppet busklandskap.